# Gémozac
Gémozac je naselje in občina v zahodnem francoskem departmaju Charente-Maritime regije Poitou-Charentes. Leta 2006 je naselje imelo 2.527 prebivalcev.

## Geografija
Kraj leži v pokrajini Saintonge ob reki Gémoze, 22 km jugozahodno od njenega središča Saintes.

## Uprava
Gémozac je sedež istoimenskega kantona, v katerega so poleg njegove vključene še občine Berneuil, Cravans, Jazennes, Meursac, Montpellier-de-Médillan, Rétaud, Rioux, Saint-André-de-Lidon, Saint-Quantin-de-Rançanne, Saint-Simon-de-Pellouaille, Tanzac, Tesson, Thaims, Villars-en-Pons in Virollet z 12.017 prebivalci.
Kanton Gémozac je sestavni del okrožja Saintes.

## Zanimivosti
- romansko-gotska cerkev sv. Petra iz začetka 12. stoletja, oktogonalni zvonik iz 15. stoletja, prenovljena v 18. stoletju, francoski zgodovinski spomenik od leta 1910.